# Eliška Junková
Elizabeth Junek
 (mai 2024).
Si vous disposez d'ouvrages ou d'articles de référence ou si vous connaissez des sites web de qualité traitant du thème abordé ici, merci de compléter l'article en donnant les références utiles à sa vérifiabilité et en les liant à la section « Notes et références ».

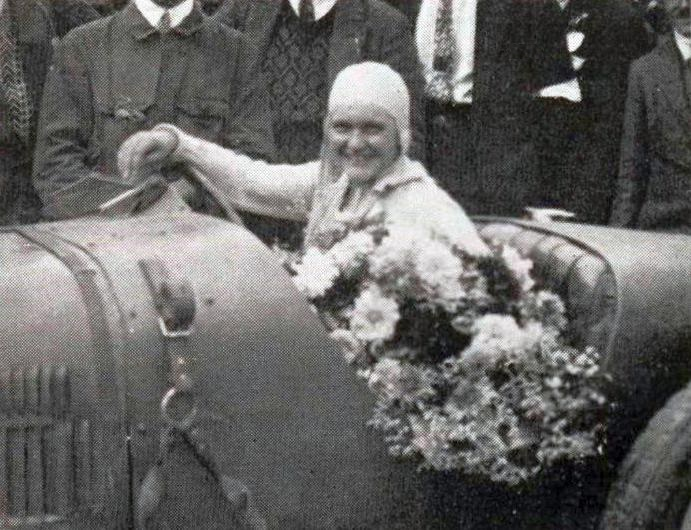
Eliska Junkova en 1927 (Nürburgring).

Eliška Junková, née Alžběta Pospíšilová le 16 novembre 1900 à Olmütz en margraviat de Moravie, Empire austro-hongrois et morte le 5 janvier 1994 à Prague, est une pilote automobile tchèque connue également sous le nom d'Elizabeth Junek. Considérée comme étant l'une des meilleures femmes pilotes dans l'histoire des Grands Prix automobile, elle termina notamment quatrième du Grand Prix d'Allemagne 1927 (vainqueur de classe moins de 3 L et d'une Coupe des Dames) sur Bugatti Type 35 de 2 L.

## Biographie
Sixième des huit enfants d'un forgeron à Olomouc en Moravie, dans l'Empire austro-hongrois, elle a été surnommée « Smisek » dès son plus jeune âge en raison de son sourire omniprésent. À la fin de la Première Guerre mondiale, lorsque sa Moravie natale devint partie de la nouvelle République tchécoslovaque, elle trouva un emploi à la Banque Olomouc grâce à ses compétences en langues étrangères, développées en raison de son désir de voyager de par le monde. C'est là qu'elle rencontra Vincenc « Cenek » Junek, un jeune et ambitieux banquier qui partageait sa fascination pour la vitesse et deviendra plus tard son mari.

## Passions
Son travail l'amena d'abord à Brno puis à Prague, puis à l'étranger en France et à Gibraltar, bien que la bureaucratie l'empêche de voyager en Afrique du Nord, à Londres ou à Ceylan comme elle en avait l'intention. Elle retourna ensuite à Paris pour rejoindre son amour, qui était alors devenu assez riche pour se consacrer à sa passion automobile.
Eliška se rappellera plus tard : « S'il doit être l'amour de ma vie, je ferais mieux d'apprendre à aimer ces damnés engins ». Mais elle tomba bientôt elle-même sous le charme des voitures de course de l'époque, particulièrement les Bugatti. Ils retournèrent à Prague en 1922, où elle prit clandestinement des leçons de conduite pour obtenir son permis. Entre-temps, Cenek avait commencé à concourir sérieusement. Il remporta en catégorie la course de côte de Zbraslav-Jiloviste en 1922, l'année où ils se marièrent enfin.

## Au volant

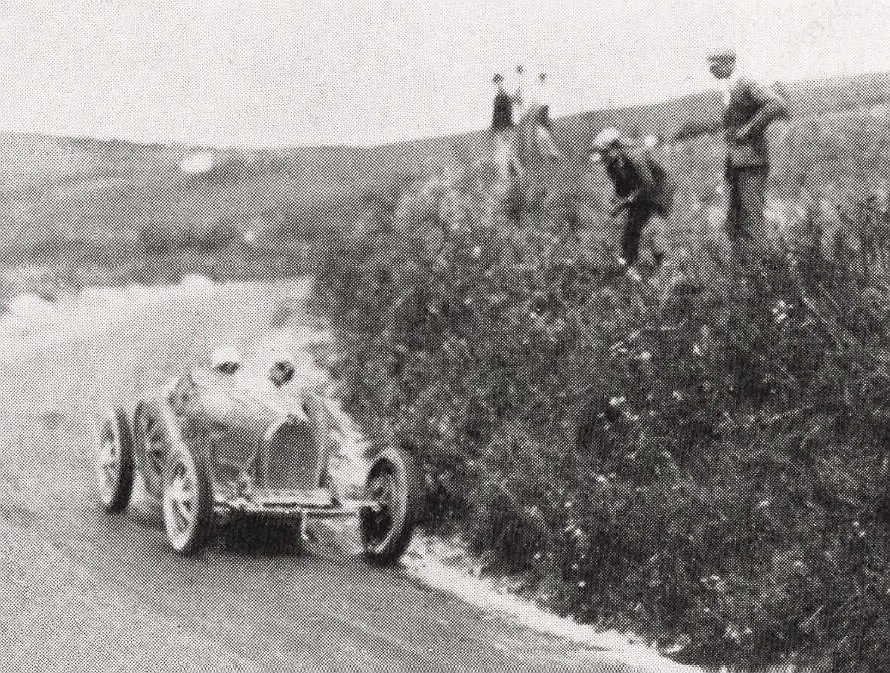
Eliska Junkova, cinquième de la Targa Florio 1928.

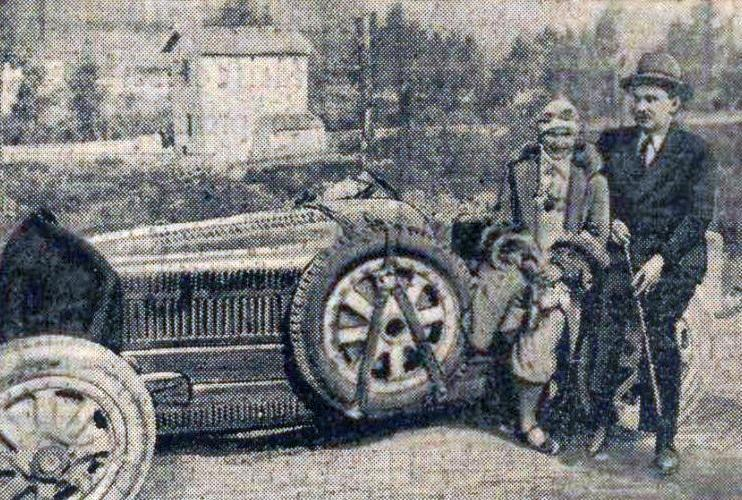
Eliska Junkova à la Targa Florio 1928, au côté du chevalier Florio.

La même année, le couple acheta une Mercedes, puis une Bugatti Type 30 qui avait précédemment concouru au Grand Prix automobile de France. Au début, elle travailla en tant que mécanicien de course auprès de son mari, mais une blessure à la main de son mari datant de la Première Guerre mondiale, qui affectait sa capacité à passer les vitesses, l'amena à le remplacer au volant. L'année suivante, elle courut seule, et à Lachotin-Tremosna remporta la course dans la catégorie Grand tourisme, devenant ainsi une célébrité du jour au lendemain. Elle finit ensuite première à Zbraslav-Jiloviste en 1925, et les Junek achetèrent leur deuxième Bugatti pour célébrer l'événement. Dès 1926, Eliška avait atteint un niveau qui lui permettait de participer à des courses dans toute l'Europe contre les meilleurs pilotes masculins de l'époque. Alors qu'elle gagnait en notoriété, s'attirant le surnom « Reine du volant » dans la presse automobile, Eliška fut anglicisé pour devenir Elizabeth.
En 1926, elle termina seconde dans la course de côte du Col du Klausen en Suisse, puis disputa le Targa Florio en Sicile, une course où l'endurance importait autant que la vitesse en raison d'une piste difficile, souvent boueuse. Mais Eliška était un pilote d'une grande technicité et elle est souvent mentionnée comme étant l'un des premiers pilotes à marcher le long d'un circuit avant la course, notant les principaux repères et repérant la meilleure ligne dans les virages. Exploitant ses préparations minutieuses au mieux, elle était en quatrième position avant de devoir abandonner à la suite d'un accident, performance qui lui valut un grand respect. En 1927, elle remporta la catégorie voitures de sport 3 litres au Grand Prix d'Allemagne à Nürburg et le handicap dames 50 kilomètres organisé à Montlhéry durant les 24 heures de Paris.
Dans le but de remporter le Targa Florio de 1928, elle acheta une nouvelle Bugatti Type 35B afin de pouvoir concourir d'égale à égal avec ses meilleurs concurrents masculins. À la fin du premier tour, Eliška était en quatrième position derrière le fameux Louis Chiron dans sa Bugatti sponsorisée, mais au deuxième tour elle prit la tête. Au dernier tour, elle rencontra divers problèmes qui l'amenèrent à finir cinquième, se classant tout de même devant 25 autres concurrents de premier ordre, dont Luigi Fagioli, René Dreyfus, Ernesto Maserati et Tazio Nuvolari.

## Tragédie
Au Grand Prix allemand au Nürburgring en juillet 1928, elle partagea la conduite avec son mari. Juste après l'avoir remplacée, son mari fit une sortie de piste et fut tué sur le coup. Eliška en fut profondément affectée ; elle abandonna la course automobile, vendit ses voitures, et retourna à sa première passion, le voyage. Ettore Bugatti en personne lui offrit une nouvelle voiture pour son voyage à Ceylan, et l'embaucha pour explorer de nouvelles perspectives commerciales en Asie.
Eliška finit par se remarier peu après la Seconde Guerre mondiale. Mais de 1948 à 1964, les autorités communistes, désapprouvant le style de vie bourgeois et flamboyant qu'« Elizabeth Junek » avait mené, lui interdirent tout voyage à l'étranger. Tout comme Hellé Nice, sa célèbre homologue française, elle fut plus ou moins oubliée du monde de la course automobile. Mais elle vécut plus de 90 ans, assez pour voir tomber le rideau de fer et pour que la « Reine du volant » retrouve sa place dans l'histoire de la course automobile. En 1989, à l'âge de 88 ans, et contre les conseils de son médecin, elle participa en tant qu'invitée d'honneur à un événement Bugatti aux États-Unis.
Elle s'est éteinte paisiblement en 1994 à Prague, en République tchèque, âgée de 93 ans.